# Freestyle ai XXII Giochi olimpici invernali - Slopestyle maschile
La gara di slopestyle maschile di freestyle dei XXII Giochi olimpici invernali di Soči si è disputata il 13 febbraio 2014 sul tracciato di Krasnaja Poljana.
Questa competizione è presente per la prima volta ai Giochi olimpici, mentre dal 2011 fa parte del programma dei Mondiali. 
Campione olimpico si è laureato l'americano Joss Christensen seguito dai connazionali Gus Kenworthy e Nick Goepper.

## Programma
Gli orari sono in UTC+4.
| Giorno      | Ora   | Turno          |
| ----------- | ----- | -------------- |
| 13 febbraio | 10:15 | Qualificazione |
| 13 febbraio | 13:30 | Finale         |

## Risultati
Q — Qualificato per il turno successivo

### Qualificazioni
| Pos. | #  | Atleta                 | Nazione       | Gara 1 | Gara 2 | Migliore | Note |
| ---- | -- | ---------------------- | ------------- | ------ | ------ | -------- | ---- |
| 1    | 34 | Joss Christensen       | Stati Uniti   | 91,00  | 93,20  | 93,20    | Q    |
| 2    | 9  | Andreas Håtveit        | Norvegia      | 88,00  | 87,40  | 88,00    | Q    |
| 3    | 7  | James Woods            | Gran Bretagna | 87,20  | 40,00  | 87,20    | Q    |
| 4    | 1  | Nick Goepper           | Stati Uniti   | 14,80  | 87,00  | 87,00    | Q    |
| 5    | 8  | Gus Kenworthy          | Stati Uniti   | 86,40  | 85,80  | 86,40    | Q    |
| 6    | 14 | Alex Beaulieu-Marchand | Canada        | 20,00  | 85,60  | 85,60    | Q    |
| 7    | 5  | Russ Henshaw           | Australia     | 84,60  | 83,40  | 84,6     | Q    |
| 8    | 30 | Øystein Bråten         | Norvegia      | 79,20  | 84,20  | 84,20    | Q    |
| 9    | 15 | Aleksander Aurdal      | Norvegia      | 67,00  | 83,80  | 83,80    | Q    |
| 10   | 4  | Jossi Wells            | Nuova Zelanda | 82,80  | 83,40  | 83,40    | Q    |
| 11   | 25 | Henrik Harlaut         | Svezia        | 29,20  | 83,20  | 83,20    | Q    |
| 12   | 3  | Bobby Brown            | Stati Uniti   | 3,40   | 83,00  | 83,00    | Q    |
| 13   | 17 | Antti Ollila           | Finlandia     | 81,40  | 31,60  | 81,40    |      |
| 14   | 26 | Luca Tribondeau        | Austria       | 80,20  | 80,80  | 80,80    |      |
| 15   | 31 | Markus Eder            | Italia        | 11,80  | 79,00  | 79,00    |      |
| 16   | 11 | Kai Mahler             | Svizzera      | 76,20  | 29,00  | 76,20    |      |
| 17   | 28 | Per Kristian Hunder    | Norvegia      | 15,60  | 75,40  | 75,40    |      |
| 18   | 16 | Oscar Wester           | Svezia        | 72,80  | 28,80  | 72,80    |      |
| 19   | 27 | Jérémy Pancras         | Francia       | 68,00  | 69,40  | 69,40    |      |
| 20   | 36 | Benedikt Mayr          | Germania      | 67,60  | 7,20   | 67,60    |      |
| 21   | 35 | Beau-James Wells       | Nuova Zelanda | 36,00  | 66,60  | 66,60    |      |
| 22   | 13 | Elias Ambühl           | Svizzera      | 58,00  | 65,80  | 65,80    |      |
| 23   | 10 | Fabian Bösch           | Svizzera      | 11,80  | 63,00  | 63,00    |      |
| 24   | 2  | Jesper Tjäder          | Svezia        | 61,00  | 14,20  | 61,00    |      |
| 25   | 32 | Otso Räisänen          | Finlandia     | 59,60  | 56,20  | 59,60    |      |
| 26   | 39 | Marek Skála            | Rep. Ceca     | 51,60  | 54,60  | 54,60    |      |
| 27   | 29 | Antoine Adelisse       | Francia       | 54,20  | 50,40  | 54,20    |      |
| 28   | 40 | Pavel Korpačev         | Russia        | 46,40  | 43,60  | 46,40    |      |
| 29   | 37 | Lauri Kivari           | Finlandia     | 45,80  | 2,80   | 45,80    |      |
| 30   | 38 | Jules Bonnaire         | Francia       | 2,20   | 40,00  | 40,00    |      |
| 31   | 33 | Aleksi Patja           | Finlandia     | 10,80  | 12,00  | 12,00    |      |
| 32   | 20 | Luca Schuler           | Svizzera      | 6,80   | 5,20   | 6,80     |      |

### Finale
| Pos.    | #  | Atleta                 | Nazione       | Gara 1 | Gara 2 | Migliore |
| ------- | -- | ---------------------- | ------------- | ------ | ------ | -------- |
| Oro     | 34 | Joss Christensen       | Stati Uniti   | 95,80  | 93,80  | 95,80    |
| Argento | 8  | Gus Kenworthy          | Stati Uniti   | 31,00  | 93,60  | 93,60    |
| Bronzo  | 1  | Nick Goepper           | Stati Uniti   | 92,40  | 61,80  | 92,40    |
| 4       | 9  | Andreas Håtveit        | Norvegia      | 89,60  | 91,80  | 91,80    |
| 5       | 7  | James Woods            | Gran Bretagna | 86,60  | 78,40  | 86,60    |
| 6       | 25 | Henrik Harlaut         | Svezia        | 83,80  | 84,40  | 84,40    |
| 7       | 15 | Aleksander Aurdal      | Norvegia      | 70,00  | 81,80  | 81,80    |
| 8       | 5  | Russ Henshaw           | Australia     | 80,40  | 28,80  | 80,40    |
| 9       | 3  | Bobby Brown            | Stati Uniti   | 29,20  | 78,40  | 78,40    |
| 10      | 30 | Øystein Bråten         | Norvegia      | 66,40  | 65,80  | 66,40    |
| 11      | 4  | Jossi Wells            | Nuova Zelanda | 60,60  | 50,00  | 60,60    |
| 12      | 14 | Alex Beaulieu-Marchand | Canada        | 5,00   | 21,40  | 21,40    |